# Marisol Mora Cuevas
Marisol Mora Cuevas (27 de mayo de 1970-24 de junio de 2012) fue una política mexicana, miembro del Partido Acción Nacional(PAN). Fue diputada federal y presidente municipal de Tlacojalpan, Veracruz. Murió asesinada en el ejercicio de este último cargo.

## Biografía
Tenía estudios máximos de nivel medio superior. Era miembro adherente del PAN desde 2000 y miembro activo desde 2002. Fue secretaria general y presidente de la delegación del PAN en Tlacojalpan.
De 2000 a 2004 fue regidora suplente y de 2004 a 2006 secretaria del Ayuntamiento de Tlacojalpan. En 2006 fue elegida diputada federal suplente por la vía plurinominal, siendo diputado propietario Abel Cuevas Melo. Elegidos a la LX Legislatura de ese año a 2009, el 21 de diciembre de mismo 2006 Cuevas Melo solicitó  y obtuvo licencia a la diputación para ocupar el cargo de Coordinador de Agenda Audiencias y Eventos Presidenciales de la Presidencia de la República; por lo que Marisol Mora asumió la diputación el siguiente día 22 de diciembre y permaneció en ella hasta el fin de la legislatura, el 31 de agosto de 2009. En la Cámara de Diputados fue integrante de las comisiones de Atención a Grupos Vulnerables; y de Vivienda.
En las elecciones de 2010 fue candidata del PAN a presidente municipal de Tlacojalpan, logrando el triunfo y tomando posesión del cargo el 1 de enero de 2011. Permaneció en el hasta ser secuestrada el 24 de junio de 2012 cuando se dirigía a regreso a Tlacojalpan proveniente de la ciudad de Coatzacoalcos, donde el mismo día había asistido a un mitin de la campaña de la candidata presidencial del PAN. Josefina Vázquez Mota. Su cuerpo sin vida fue localizado el 29 de junio siguiente en un camino rural del vecino estado de Oaxaca, con signos de tortura y determinándose la asfixia como causa de muerte.